# Le Saulchoir
Le Saulchoir (lat. Salicetum, deutsch: „mit Weiden bepflanzter Ort“) war die Hochschule des Ordens der Dominikaner für die Ordensprovinz Frankreich und besteht heute noch fort als Forschungsstätte und Bibliothek im Rahmen des 1992 gegründeten Centre d’études du Saulchoir.

## Flavigny-sur-Ozerain
Die seit dem 13. Jahrhundert bestehende dominikanische Ordensprovinz Frankreich wurde während der Französischen Revolution durch das Verbot der geistlichen Orden per Dekret vom 13. Februar 1790 aufgehoben. Während der Zweiten Republik konnte sie 1850 wiederbegründet werden. Henri Lacordaire wurde zu ihrem Provinzial ernannt. 1865 eröffnete der Orden ein studium generale im burgundischen Flavigny-sur-Ozerain (Département Côte-d’Or). Aufgrund der antiklerikalen politischen Konjunkturen in der Dritten Französischen Republik musste das Studienhaus ab 1880 zeitweise nach Volders (Tirol), Belmonte (Provinz Cuenca) und Corbara (Korsika) ausweichen. Seit 1895 befand es sich wieder in Flavigny.

## Kain-lez-Tournai
Als der Orden durch das Vereinsgesetz vom 1. Juli 1901 erneut gezwungen wurde, seine Einrichtungen ins Ausland zu verlegen, übersiedelte 1904 auch der Studienkonvent in die ehemalige Zisterzienserinnenabtei Le Saulchoir im Ortsteil Kain-la-Tombe von Kain-lez-Tournai bei Tournai (Belgien). Der Name der Abtei, abgeleitet von den den Park des Klosters säumenden Weiden, wurde seither zum Namen der Hochschule selbst, den sie auch nach der Rückkehr nach Frankreich weiterhin beibehielt.
Le Saulchoir entwickelte sich in den folgenden Jahren zu einem wichtigen Zentrum nicht nur der Ausbildung, sondern auch der historischen Forschung, mit besonderem Schwerpunkt in der mittelalterlichen Geschichte der thomistischen Theologie und Philosophie. Publizistische Marksteine mit großer Wirkung auf die weltweite Forschung waren die Gründung der Revue des sciences philosophiques et théologiques (seit 1907), des Bulletin thomiste (1924–1965) und die Veröffentlichung der ersten Ausgabe der Bibliographie thomiste (besorgt von Pierre Mandonnet und Jean Destrez, 1921). Nachdem Pius XI. mit der Konstitution Deus scientiarum dominus (1931) eine weltweite Neuordnung des kirchlichen Hochschulwesens nach römischem Vorbild angeordnet hatte, betrieb Marie-Dominique Chenu, seit 1928 Leiter von Le Saulchoir, die Neuorganisation der Schule und erlangte am 29. Juni 1937 von der Römischen Studienkongregation die Anerkennung der Philosophischen und der Theologischen Fakultät als Fakultäten kanonischen Rechts.

## „Eine Schule der Theologie“
Unter der Ägide zunächst der älteren Gründerväter Ambroise Gardeil (1859–1931), Antoine Lemonnyer (1872–1932) und Pierre Mandonnet (1858–1936) und dann der jüngeren Professoren Chenu, Yves Congar (1904–1995) und Henri-Marie Féret (1904–1992) entstand in Le Saulchoir ein Milieu reformorientierter Lehrer und Studenten, die sich von methodischem Pluralismus, historisch-kritischer Neugierde und einer im lebendigen Glauben verankerten Wissenschaft Antworten auf die theologischen und sozialen Fragen ihrer Zeit versprachen. Ihre Arbeitsweise und leitende Überzeugungen skizzierte Chenu am 7. März 1936 in einer Rede zum Fest des hl. Thomas von Aquin, die im Jahr darauf unter dem Titel Le Saulchoir, une école de théologie auch als Privatdruck zirkulierte und großes Interesse innerhalb des Ordens fand, aber auch Widerspruch konservativer Kreise an anderen Hochschulen und an der römischen Kurie hervorrief. Chenu wurde gezwungen, einen Katalog von zehn Thesen zu unterschreiben, konnte dadurch aber einen Prozess vor dem Heiligen Offizium nicht abwenden, der 1942 dazu führte, dass er als Leiter abgesetzt, mit einem Lehrverbot belegt und seine Schrift auf den Index gesetzt wurde.

## Étiolles-sur-Seine
Bis 1937 war die Schule auf 22 Professoren und 122 Studenten angewachsen, für die in Kain trotz eines Neubaus keine ausreichenden Räumlichkeiten mehr gegeben waren. Da seit den 1920er-Jahren die rechtlichen und politischen Hindernisse für eine Rückkehr nach Frankreich entfallen waren, übersiedelte die Schule 1938/39 mitsamt ihrer mittlerweile auf rund 65.000 Bände angewachsenen Bibliothek nach Étiolles (Département Essonne) einige Kilometer südwestlich von Paris. Hier durchlebte sie die Krise des Prozesses gegen Chenu, in dessen Folge auch die Mitstreiter Congar und Féret Le Saulchoir verlassen mussten. 

## Saint-Jacques
Bedingt hauptsächlich durch den Rückgang der Studentenzahlen seit den 1960er-Jahren wurde Le Saulchoir 1973/74 in die Abtei Saint-Jacques im 13. Pariser Arrondissement verlegt, die Fakultäten wurden rechtlich zwar nicht aufgehoben, aber dauerhaft suspendiert und der Lehrbetrieb bis auf einen Cours du Saulchoir für Studenten anderer Schulen eingestellt. Die Bibliothek, mit heute rund 250.000 Bänden, und der damit verbundene Forschungsbetrieb wurden durch einen Beschluss des Provinzialkapitels von 1992 einem im Folgejahr rechtlich neugegründeten Centre d’études du Saulchoir integriert.